# 费县站
费县站，位于中华人民共和国山东省临沂市费县费城街道，是兖石铁路上的火车站，建于1984年，由济南铁路局临沂车务段管辖。

## 車站周邊
- 费县建筑设计院
- 费县教育局
- 费县林业局
- 费县建设局
- 农村商业银行钟罗山分理处
- 费县人事局
- 费县人力资源和社会保障局
- 临沂大学费县分校
- 费县实验小学

## 歷史
- 建于1984年。